# Adolenda ephedrina
Adolenda ephedrina är en insektsart som beskrevs av Alexander Fyodorovich Emeljanov 1984. Adolenda ephedrina ingår i släktet Adolenda och familjen Kinnaridae. Inga underarter finns listade i Catalogue of Life.